# Jean-Michel Bériat
Jean-Michel Bériat, né le 26 novembre 1948 à Paris et mort le 20 novembre 2017 à Ajaccio,, est un chanteur de variétés et un auteur-compositeur français.
Il a écrit avec Julie Pietri les paroles de la chanson Ève lève-toi. Il est également le parolier de chansons telles que Je t'aime à l'italienne interprétée par Frédéric François, Boule de flipper interprétée par Corynne Charby, Africa interprétée par Rose Laurens, La même eau qui coule interprétée par Michel Sardou ou encore La Mariée interprétée par Tanya Drouginska.